# Katherine Anne Porter
Katherine Anne Porter (Indian Creek, 1890. május 15. –‎ Silver Spring, 1980. szeptember 18.) amerikai újságíró, esszéíró, novellaíró, regényíró, költő és politikai aktivista. 1962-es Bolondok hajója (Ship of Fools) című regénye abban az évben a legkelendőbb regény volt Amerikában, de novelláit sokkal több kritika fogadta.

## Életrajza
Katherine Anne Porter a texasi Indian Creekben született Callie Russell Porter néven Harrison Boone Porter és Mary Alice (Jones) Porter gyermekeként. Porter lelkesen foglalkozott saját genealógiájával és családtörténetével kapcsolatban, és éveket töltött felmenőinek kiderítésével, de az, hogy Hódító Vilmostól származott nem bizonyított. Az írónőt, O. Henry (William Sydney Porter) apja másodunokatestvérének tartották, de a későbbi kutatások megállapították, hogy a neveik véletlen azonosságán kívül nincs összefüggés. Annak ellenére, hogy a családtörténetére összpontosított, Porter nem tudta azonosítani kapcsolatát Lyndon B. Johnsonnal, az Egyesült Államok 36. elnökével, nagymamája Porter nagybátyjának nővére volt.

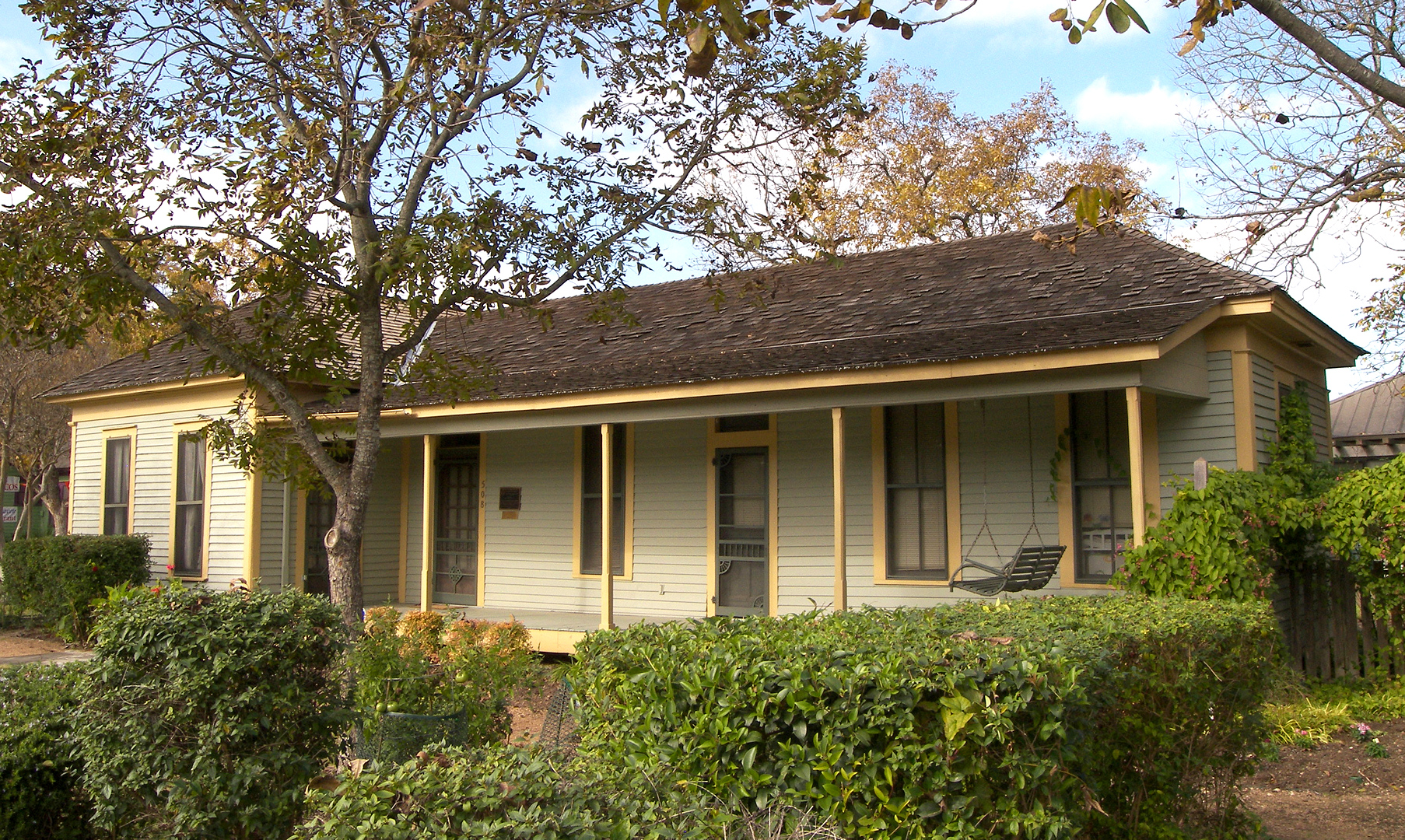
Porter gyerekkori otthona Kyle TX-ben, ma a Katherine Anne Porter Irodalmi Központ.

1892-ben, amikor Porter két éves volt, édesanyja két hónappal a szülés után meghalt. Porter apja elvitte négy életben maradt gyermekét (egy bátyja csecsemőkorában meghalt) édesanyjához, Catherine Ann Porterhez a texasi Kyle-be. A nagymama befolyásának mélységére abból következtethetünk, hogy Porter később felvette a nevét. A nagymamája meghalt, amikor a tizenegy éves Callie-t elvitte rokonaihoz a texasi Marfába.
A nagymama halála után a család Texas és Louisiana több városában élt, rokonoknál vagy bérelt szobákban laktak. Ingyenes iskolákba íratták be, bárhol is élt a család, és 1904-ben egy évig a Thomas Schoolba, egy metodista magániskolába járt San Antonio-ban, Texasban.
1906-ban, tizenhat évesen Porter elhagyta otthonát, és feleségül ment John Henry Koontzhoz a texasi Lufkinban. Ezt követően áttért a római katolicizmusra, férje vallására. Koontz, egy gazdag texasi tanyasi család fia, fizikailag bántalmazta; egyszer részegen ledobta a lépcsőn, és eltörte a bokáját. 1915-ben hivatalosan is elváltak.
1914-ben Chicagóba szökött, ahol rövid ideig statisztaként dolgozott filmekben. Ezután visszatért Texasba, és színésznőként és énekesként vett részt a kisváros szórakoztatóiparában.
1915-ben kérelmezte névváltoztatásást Katherine Anne Porterre.
Szintén 1915-ben tuberkulózist diagnosztizáltak nála, és a következő két évet szanatóriumban töltötte, ahol elhatározta, hogy író lesz. Ez idő alatt azonban kiderült, hogy hörghurutja van, nem tbc-je. 1917-ben kezdett írni a Fort Worth Criticnek, drámákat bírált, és társadalmi pletykákat írt. 1918 előtt Porter feleségül ment, majd ezt követően elvált T. Otto Taskett-től, majd Carl Clinton von Pless-től. 1918-ban a Colorado állambeli Denverben írt a Rocky Mountain Newsnak. Ugyanebben az évben Katherine majdnem meghalt Denverben az 1918-as influenzajárvány idején. Amikor hónapokkal később kiengedték a kórházból, gyenge volt és teljesen kopasz. Amikor végre visszanőtt a haja, fehér volt, és élete végéig az is maradt. Tapasztalatait tükrözi kisregény-trilógiája, a Pale Horse, Pale Rider (Fakó ló, fakó lovasa – 1939), amelyért 1940-ben megkapta az első éves irodalmi aranyérmet a New York-i Egyetem Könyvtárai Társaságától.
1919-ben Porter a New York-i Greenwich Village-be költözött, ahol szellemíró volt, gyerekmeséket írt, és reklámmunkát végzett egy filmes cégnél. A New York-i év politikailag radikalizáló hatással volt rá; 1920-ban pedig egy mexikói folyóirat-kiadóhoz ment, ahol megismerkedett a mexikói baloldali mozgalom tagjaival, köztük Diego Riverával. Végül azonban Porter kiábrándult a forradalmi mozgalomból és annak vezetőiből. Az 1920-as években a vallással szemben is heves kritikussá vált, és élete utolsó évtizedéig az is maradt, amikor is újra megtért a római katolikus egyházhoz.
1920 és 1930 között Porter oda-vissza utazott Mexikó és New York City között, és elkezdett novellákat és esszéket publikálni. Első megjelent története a María Concepción volt a The Century Magazine-ban. 1930-ban kiadta első novellagyűjteményét Flowering Judas and Other Stories (Virágzó Júdás és más történetek) címmel. Ennek a gyűjteménynek a bővített kiadása 1935-ben jelent meg, és olyan kritikai elismerést kapott, hogy gyakorlatilag egyedül biztosította helyét az amerikai irodalomban.
1924-ben Porter viszonyt folytatott Francisco Aguilerával, aminek következtében teherbe esett. Az év decemberében Porternek született egy halva született fia. Egyes életrajzírók szerint Porter több vetélést és abortuszt szenvedett el. 1926 nyarán Porter más írókkal és művészekkel, köztük Josephine Herbst, John Herrmann és Ernest Stock angol festővel ellátogatott Connecticutba. Miután gonorrhoeát kapott Stock-tól, 1927-ben méheltávolításon esett át, ami véget vetett azon reményének, hogy valaha is gyermeket szülhet. Porter szeretőinek írt levelei azonban azt sugallják, hogy az állítólagos méheltávolítás után még mindig menstruált. Egyszer elárulta egy barátjának, hogy „gyerekeket vesztettem el, minden lehetséges módon”.

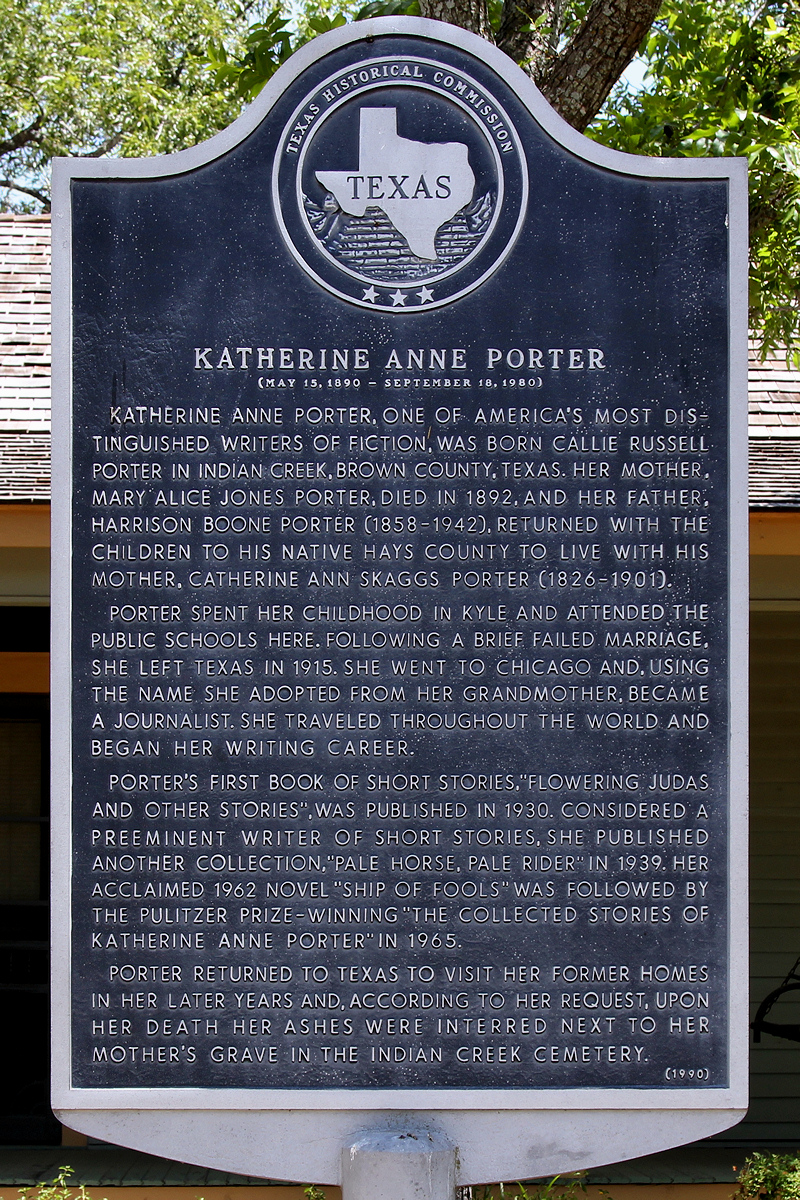
Katherine Anne Porter emlékműve a texasi Kyle-ban

Az 1930-as években több évet töltött Európában, és továbbra is novellákat publikált. 1930-ban feleségül ment Eugene Pressly íróhoz. 1938-ban, miután visszatért Európából, elvált Presslytől, és feleségül ment Albert Russel Erskine-hez. Állítólag 1942-ben vált el tőle, miután felfedezte valódi korát és azt, hogy 20 évvel idősebb nála.
Porter 1943-ban a National Institute of Arts and Letters választott tagja lett, és több főiskola és egyetem rezidens írója volt, köztük a Chicagói Egyetemen, a Michigani Egyetemen és a Virginiai Egyetemen. 1948 és 1958 között a Stanford Egyetemen, a Michigani Egyetemen, a Washingtoni és Lee Egyetemen, valamint a Texasi Egyetemen tanított, ahol rendhagyó tanítási módja népszerűvé tette a hallgatók körében. 1959-ben a Ford Alapítvány 26 000 dollárt adományoz Porternek két év alatt.
Porter három történetét rádiódrámákká alakították át az NBC University Theatre műsorában. A Noon Wine-ból 1948 elején dráma, két évvel később pedig a Flowering Judas és a Pale Horse, Pale Rider-ből egy-egy félórás dráma készült. Porter maga kétszer is fellépett a rádiósorozatban, és kritikai kommentárt adott Rebecca West és Virginia Woolf műveihez. Az 1950-es és 1960-as években időnként feltűnt a televízió irodalmi műsoraiban.
Porter 1962-ben adta ki egyetlen regényét, a Bolondok hajóját (Ship of Fools), amely egy 1931-es óceáni körútjára való visszaemlékezésein alapult, mikor a mexikói Vera Cruzból Németországba utazott. A regény sikere végül anyagi biztonságot adott neki (állítólag 500 000 dollárért adta el a Bolondok hajója filmjogait). David O. Selznick producertől a filmjogokat birtokló United Artists 400 000 dollárt követelt. A regényt Abby Mann adaptálta filmre; Stanley Kramer producer és rendező Vivien Leigh-t játszatta utolsó filmes szerepében.
Annak ellenére, hogy Porter azt állította, hogy a Bolondok hajója megjelenése után nem nyer több díjat Amerikában, 1966-ban megkapta a Pulitzer-díjat és az Egyesült Államok Nemzeti Könyvdíját Katherine Anne Porter összegyűjtött történeteiért. Ebben az évben az Amerikai Művészeti és Irodalmi Akadémiára is kinevezték. 1964 és 1968 között ötször jelölték irodalmi Nobel-díjra.
1977-ben kiadta a The Never-Ending Wrong-ot, amely Sacco és Vanzetti hírhedt peréről és kivégzéséről szól, amely ellen 50 évvel korábban tiltakozott.

## Halála
Katherine Anne Porter 1977-ben súlyos agyvérzést szenvedett. Miután pszichiáterek megvizsgálták, Portert magatehetetlennek ítélték, és a bíróság unokaöccsét, Paul Portert nevezte ki gyámjának. Porter a marylandi Silver Springben halt meg 1980. szeptember 18-án, 90 évesen, és hamvait édesanyja mellé temették el a texasi Indian Creek temetőjében.

## Díjak és kitüntetések
- 1966 – Pulitzer-díj – Katherine Anne Porter összegyűjtött történetei (1965)[22]
- 1966 – Nemzeti Könyvdíj for The Collected Stories of Katherine Anne Porter (1965)[23]
- 1967 – Az Amerikai Művészeti és Irodalmi Akadémia díja Aranyérem a szépirodalomért
- Öt jelölés az irodalmi Nobel-díjra
- 2006 – Porter szerepelt a 2006. május 15-én kibocsátott, 39 ¢ értékű állami postai bélyegen. Ő volt a 22. személy az Literary Arts emlékbélyegsorozatban.[24][25]

## Művei

### Novellák
- Flowering Judas (Harcourt, Brace: 1930)
- Flowering Judas and Other Stories (Harcourt, Brace: 1935)
- Pale Horse, Pale Rider (Harcourt, Brace: 1939)
- The Leaning Tower and Other Stories (Harcourt, Brace: 1944)
- The Old Order: Stories of the South (Harcourt, Brace: 1955)
- The Collected Stories of Katherine Anne Porter (Harcourt, Brace: 1964).

### Regény
- Ship of Fools, (Little, Brown, & Co.: 1962)

### Nonfiction
- The Days Before (Harcourt, Brace: 1952.; könyvismertető, kritikai esszé, emlékiratát stb.)
- The Collected Essays and Occasional Writings of Katherine Anne Porter (Katherine Anne Porter összegyűjtött esszéi és alkalmi írásai; Delacorte: 1970).

### Egyéb
- My Chinese Marriage by Mae Franking, ghostwritten by Porter (Duffield & Co: 1921).
- Outline of Mexican Popular Arts and Crafts (Young & McCallister: 1922).
- Katherine Anne Porter's French Song Book (Harrison of Paris: 1933).
- A Christmas Story (Delacorte: 1967).
- The Never-Ending Wrong (Little, Brown, & Co.: 1977).

### Magyarul megjelent
- Csalhatatlan vér (Amerikai kisregények) – Európa, Budapest, 1969 · Szerk: Osztovits Levente · (Katherine Anne Porter: Bor, délben; Eudora Welty: A Ponder-szív; Carson McCullers: Egy aranyszem tükrében;  Norman Mailer: Aki jógát tanulmányozott; Flannery O'Connor: Csalhatatlan vér; Truman Capote: A fűhárfa; John Updike: A farm)
- Bolondok hajója – Európa, Budapest, 1977 · ISBN 9630713713 · Fordította: Róna Ilona (Horizont könyvek)
- Fakó ló fakó lovasa. Elbeszélések és kisregények – Európa, Budapest, 1972 · Fordította: Barabás Mária, Lászlóffy Kata, Róna Ilona, Szőllősy Klára, Zachár Zsófia

### Bibliográfia
- Givner, Joan(wd)[26]. Katherine Anne Porter: A Life. Athens, GA: University of Georgia Press, 1991, First edition 1982. ISBN 978-0-8203-1340-5.
- Elizabeth Hardwick (1982. november 7.). „What she was and what she felt like.”. The New York Times. (Hozzáférés: 2011. november 18.)
- Nance, William L. Katherine Anne Porter and the Art of Rejection. Chapel Hill, NC: University of North Carolina Press, 1963. OCLC 184906
- Tanner, James Thomas Fontenot, PhD. The Texas Legacy of Katherine Anne Porter Texas Writers Series (Book 3). Denton, TX: University of North Texas Press, 1991.  ISBN 978-0-929398-22-8.
- Unrue, Darlene Harbour. Katherine Anne Porter Remembered. Tuscaloosa, AL: University of Alabama Press, 2010. ISBN 978-0-8173-1667-9.

## Fordítás
- Ez a szócikk részben vagy egészben  a   Katherine_Anne_Porter című angol Wikipédia-szócikk fordításán alapul.  Az eredeti cikk szerkesztőit annak laptörténete sorolja fel. Ez a jelzés csupán a megfogalmazás eredetét és a szerzői jogokat jelzi, nem szolgál a cikkben szereplő információk forrásmegjelöléseként.